# Тана (озеро)
Тана, Цана, Дембеа — озеро в Ефіопії, розташоване на висоті 1830 м над рівнем моря.
Площа — 3,1—3,6 тис. км² (в залежності від сезону року). Глибина — до 70 м. Довжина 75 км, ширина до 40 км
В озеро впадає багато річок, витікає річка Аббай (Блакитний Ніл). До спорудження греблі з гідроелектростанцією в місці витікання Блакитного Нілу біля міста Бахр-Дар, рівень озера змінювався залежно від сезону.
На озері є понад 20 островів. Найбільший з них — Дек. На деяких островах розташовані християнські монастирі і церкви. В монастирі на острові Дага поховані кілька ефіопських царів і імператорів. На північному узбережжі острова розташоване місто Гондер, що було столицею Ефіопії в XV-XVI століттях.
Міста Бахр-Дар і Горгора, розташовані на березі озера, з'єднані поромних сполученням. Озеро багате рибою. Рибальство є основним заняттям для багатьох жителів узбережжя озера. 

## Галерея

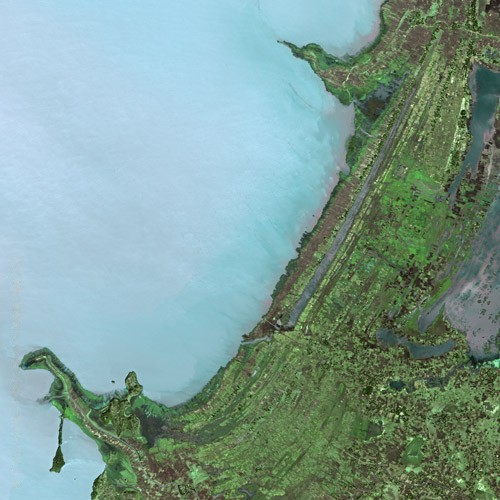
Озеро Тана з супутника SPOT
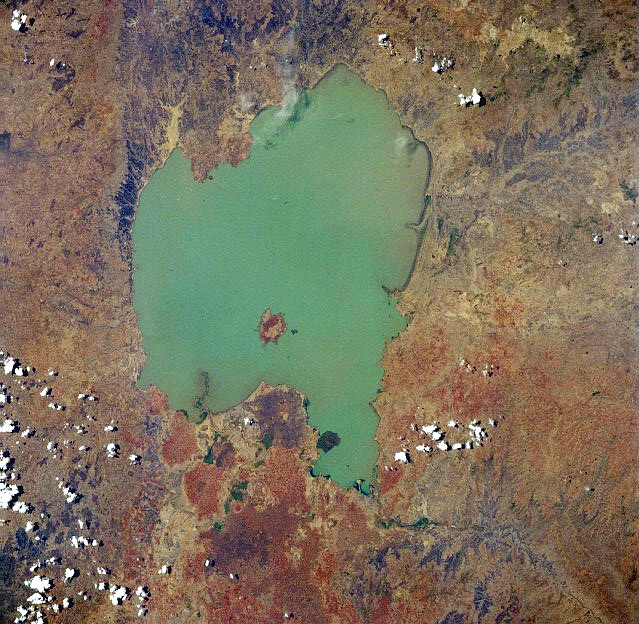
Супутниковий знімок озера